# مانوآئه (جزایر کوک)
مانوآئه (جزایر کوک) (به لاتین: Manuae (Cook Islands)) یک جزیره در جزایر کوک است.

## خصوصیات
مانوآئه ۶٫۱۷ کیلومترمربع مساحت و ۰ نفر جمعیت دارد و ۵ متر بالاتر از سطح دریا واقع شده‌است.